# Gerard Reynst

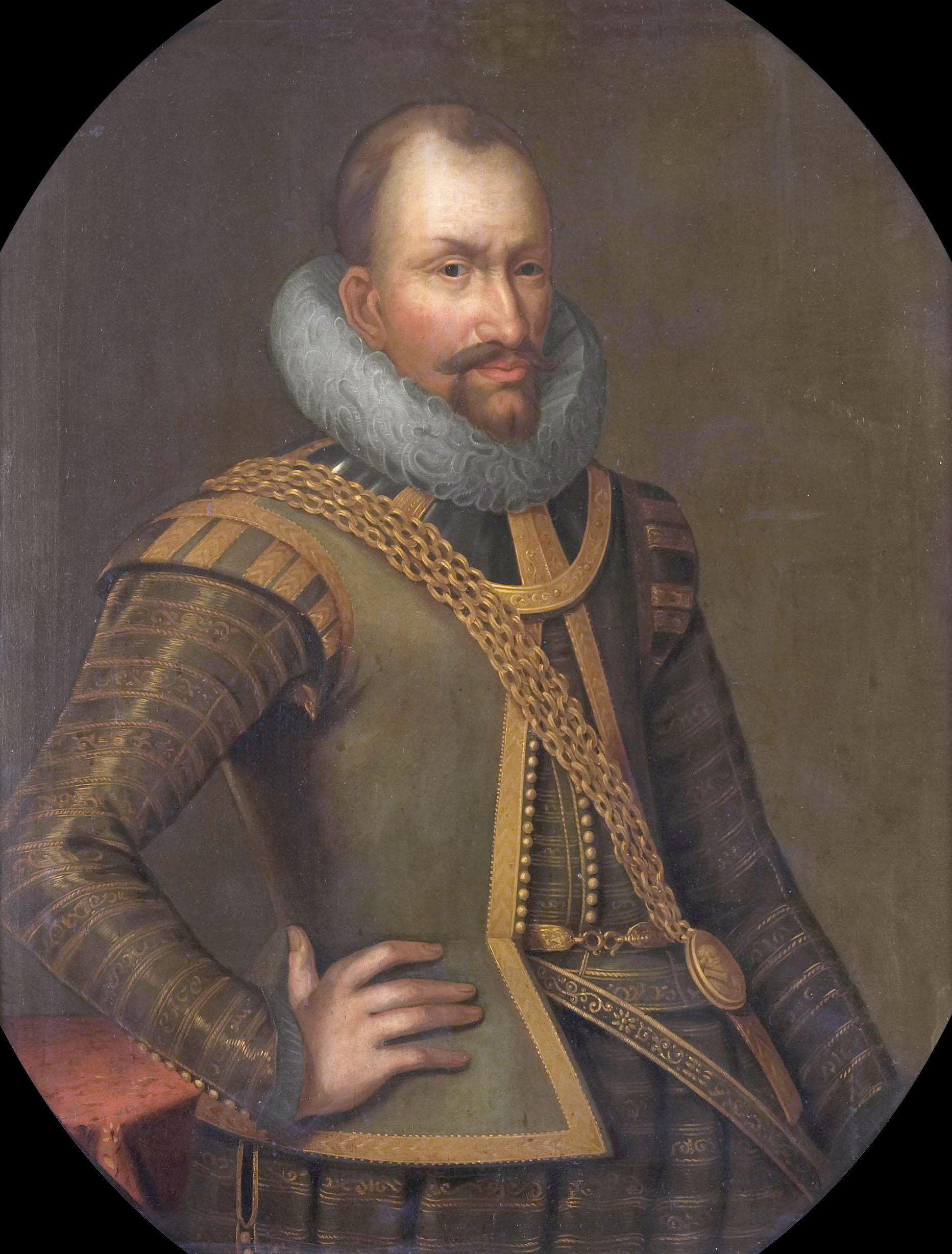
Gerard Reynst

Gerard Reynst (* unbekannt in Amsterdam; † 7. Dezember 1615 in Batavia, heute Jakarta) war ein niederländischer Kaufmann und Reeder aus dem Patriziergeschlecht der Reynst, der zum Generalgouverneur von Niederländisch-Indien ernannt wurde.

## Wirken
Über sein früheres Leben ist nichts bekannt. Als sicher gilt nur, dass er in Amsterdam geboren wurde.
Er wurde 1599 als Kaufmann und Reeder Mitbegründer sowie Vorsitzender der Nieuwe (Neue), oder der Brabantsche Compagnie (Brabantsche Kompanie), die im Jahre 1600 in die Verenigde Compagnie van Amsterdam (Vereinigte Kompagnie von Amsterdam) überging, die dann wiederum im Jahre 1602 in die Niederländische Ostindien-Kompanie (Vereenigde Oostindische Compagnie, V.O.C) überging.
Nachdem er 1613 zum zweiten Generalgouverneur von Niederländisch-Indien ernannt worden war, reiste er mit neun Schiffen in die Kolonie. Während dieser Fahrt unternahm er Reisen in das Rote Meer, um Handelsabkommen mit den Arabern zu starten. Nach anderthalb Jahren in Niederländisch-Indien angekommen, übernahm er das Regime von Pieter Both.
Ein Jahr nach seiner Ankunft starb Reynst an Dysenterie.